# Lourdes Martínez Barajas
Lourdes Sofía Martínez Barajas (Culiacán, Sinaloa, 19 de julio de 2004) es una futbolista mexicana. Se desempeña bailarina y como delantera y actualmente milita en el Club Cuervos Negros Salvajes de la Primera División Femenil de México. Participó, dentro de la rama del fútbol, en la Olimpiada y Paralimpiada Nacional 2014 en la categoría Infantil Mayor Sub-13.

## Trayectoria
En enero de 2020 fue seleccionada por Maribel Domínguez para integrarse al equipo que representaría a México en el Premundial Sub-17 de ese mismo año. Por lo que se concentró junto con el equipo del 14 al 24 de enero. La competición se llevaría a cabo en Toluca, México, del 18 a 3 de mayo. Sin embargo, debido al brote de COVID-19, se suspendió.